# Адамовка (Алтайский край)
Ада́мовка — исчезнувший посёлок в Суетском районе Алтайского края России. Располагался на территории современного Верх-Суетского сельсовета. Точная дата упразднения не установлена.

## География
Располагался в 4 км к северо-западу от посёлка Октябрьский.

## История
Основан в 1898 году. В 1928 г. посёлок Адамовский состоял из 39 хозяйств. В составе Чигиринского сельсовета Знаменского района Славгородского округа Сибирского края.

## Население
В 1926 году в посёлке проживало 217 человек (112 мужчин и 105 женщин), основное население — украинцы